# 职业学生
职业学生，是指政府安插在高校校園內，以在讀普通學生的身份，來收集校園內的反政府言論、監視不同政見學生，並配合政府進行輿論引導工作的特務人員。中華民國在台灣戒嚴時期被指控有安排過職業學生。中华人民共和国被指控有在大陆、香港甚至美国安排职业学生。其中，在大陆安排的职业学生一般被称作学生信息员，被指控在美国安排的职业学生通常只负责监视留学生。

## 香港
1960-70年代在大學校園活躍的左派學生，部分被懷疑是受中共指揮，有任務在身的職業學生。這些人通過替同學補習功課、組織興趣班等活動招攬學生，一些人甚至故意考試不及格，或畢業後轉系再讀，以延長在校園活動的時間。他們非常熟悉大陸政治形勢，將最新指示向同學傳達。他們相當低調，不會拋頭露面，例如不會上街遊行、不會在學生組織的一線擔任會長主席之類要職，而是躲在幕後指點江山操控大局，圍內圈子的學生，才知道他們是何方神聖。六七暴動結束後，部分左派學生有組織地在學生會屬會「奪權」，積極發展黨員，七十年代初期蛻變為國粹派，這些人現已深入港府、傳媒、電影、文康體以及區議會等機構。

## 台湾

### 被怀疑曾做过职业学生的知名人物
- 馮滬祥
- 朱高正[5]
- 馬英九[6]
- 黃國書[7]